# Neotamias canipes
Tamias canipes — наземний і лісовий вид бурундуків і гризунів родини Sciuridae. Ендемік штату Нью-Мексико, а також гір Сьєрра-Діабло і Гваделупа в регіоні Транс-Пекос штату Техас у США. Природним середовищем існування є хвойні ліси. Вперше виявлені в 1902 році, вони відрізняються унікальним сірим забарвленням верху задніх лап, звідси і видова назва. Вони демонструють статевий диморфізм, і самиця більша за самця.

## Опис
Сіроногий бурундук зазвичай відрізняється сірим забарвленням задніх лап зверху, звідси і загальна назва. Хутро сірувате; бічні сторони голови позначені п'ятьма бурими і чотирма білими смугами. На бічних сторонах тіла лише три коричневі та дві білі смуги; на спині також є чорні або коричневі смуги. Спинний бік хвоста забарвлений у чорний колір, а нижній — у рудувато-коричневий. Черевна ділянка оперення біла. Вони двосторонньо симетричні. Зимове забарвлення схоже на літнє, за винятком більш сірого кольору на спині та блідішого тону на бокових сторонах.
У сіроногих бурундуків спостерігається статевий диморфізм, і самка більша за самця. Це часто спостерігається у багатьох видів бурундуків.
Оскільки фізичні характеристики сіроногих бурундуків відрізняються в різних гірських масивах, їхня вага зазвичай становить від 65 до 75 г. У горах Сакраменто загальна довжина варіюється від 227 до 264 мм, довжина задніх лап - від 34 до 36 мм, а довжина хвоста — від 91 до 108 мм. Однак у горах Гуадалупе в Техасі та Білих горах Нью-Мексико загальна довжина варіюється від 210 до 250 мм, довжина задніх лап - від 32 до 35 мм, а довжина хвоста — від 92 до 115 мм.